# Lama Seunam
Lama Seunam Tcheupel, né en 1959 au Bhoutan, est un lama disciple de Kalou Rinpoché. 
(son nom peut être aussi orthographié Lama Sonam Chophel)
Lama du bouddhisme vajrayāna de tradition Kagyu qui assure la direction spirituelle du temple de Dashang Kagyu Ling et de tous les centres affiliés, il est ordonné par sa Sainteté Karmapa et Kalou Rinpotché. Il a poursuivi ses études auprès des Vénérables Bokar Rinpotché et Khempo Deunyeu. C'est en 1988 qu'il a été nommé par Kalou Rinpotché professeur de philosophie bouddhique et guide spirituel de l'Institut Marpa (En 1990 s’est ouvert un cycle d’études de textes bouddhiques fondamentaux et les éditions Marpa).
Depuis le 23 avril 2011, Kyabje Kalou Rinpoche II a repris la direction spirituelle du centre.
Il a été accusé d'agressions sexuelles par plusieurs femmes et fillettes, au côté de lama Tempa mais acquitté en décembre 2018 tandis que lama Tempa est condamné à 12 ans de réclusion.